# Accords d'Ohrid
Cet article concerne les accords de paix signés en 2001 par le gouvernement de la république de Macédoine et les représentants de la minorité albanaise. Pour l'accord de 2023 entre le Kosovo et la Serbie, voir Accord d'Ohrid.
Les accords d'Ohrid sont les accords de paix signés par le gouvernement de la république de Macédoine et les représentants de la minorité albanaise le 13 août 2001. Ces accords mirent fin à l'insurrection albanaise de 2001 qui avait opposé l'Armée de libération nationale (UÇK-M), force rebelle albanaise, et l'Armée macédonienne. Ces accords permirent notamment aux Albanais d'accéder à une meilleure représentation dans la société. Ces accords permirent aussi aux municipalités d'adopter comme seconde langue officielle toute langue minoritaire parlée par plus de 20 % de la population.
Les accords, signés dans la ville d'Ohrid, furent préparés par des représentants des deux grands partis politiques macédoniens, VMRO-DPMNE et la SDSM, et de deux partis ethniques albanais, le DPA et le PDP. L'UÇK-M ne participa pas directement aux tractations.

## Les signataires
- Boris Trajkovski – Président de la République
- Ljubčo Georgievski – président du gouvernement
- Branko Crvenkovski – Président de la SDSM, principal parti de l'opposition
- Arbën Xhaferri (en) – Président du DPA
- Ymer Ymeri – Président du PDP
- François Léotard – Médiateur de l'Union européenne
- James W. Pardew – Médiateur des États-Unis